# Gerra (Gambarogno)
Gerra (Gambarogno) es una antigua comuna suiza del cantón del Tesino, localizada en el distrito de Locarno, círculo de Gambarogno.

## Fusión
A partir del 25 de abril de 2010 la comuna de Gerra (Gambarogno) es una de las nueve "fracciones" de la comuna de Gambarogno, junto con las antiguas comunas de Contone, Caviano, Indemini, Magadino, Piazzogna, San Nazzaro, Sant'Abbondio y Vira (Gambarogno).
Gerra (Gambarogno) fue una de las ocho comunas en aprobar la votación consultativa del 27 de noviembre de 2007 en la que se preguntaba a los votantes si estaban de acuerdo con la fusión de las nueve comunas en una sola denominada Gambarogno. En Gerra de un total de 150 votos (63 % de participación), 125 fueron a favor (84%), mientras que 24 fueron desfavorables (16%). Gerra fue la comuna con el mayor porcentaje de aceptación de la consulta.

## Geografía
Gerra (Gambarogno) se encuentra situada a orillas del lago Mayor. La antigua comuna limitaba al este con la comuna de San Nazzaro, al sureste con Indemini, al sur con Pino sulla Sponda del Lago Maggiore (IT-VA), y al suroeste con Sant'Abbondio.